# 张柏林
张柏林（1942年—），辽宁营口人，中华人民共和国政治人物。

## 生平
1972年8月，张柏林加入中国共产党，毕业于吉林大学历史系。曾任渤海造船厂中学教研组长、政治部干部、厂党委秘书；六机部办公厅秘书。中共中央组织部干事、副处长、处长、副局长、局长。1995年，出任中华人民共和国人事部副部长。后任中共中央组织部副部长。2003年3月17日，经国务院总理温家宝提名，国家主席胡锦涛发布第二号中华人民共和国主席令，根据中华人民共和国第十届全国人民代表大会第一次会议的决定，张柏林被任命为人事部部长。此外他还担任中共中央组织部副部长。2007年，免去部长职位；次年，改任第十一届全国人大法律委员会副主任委员。